# Andrea Orcagna

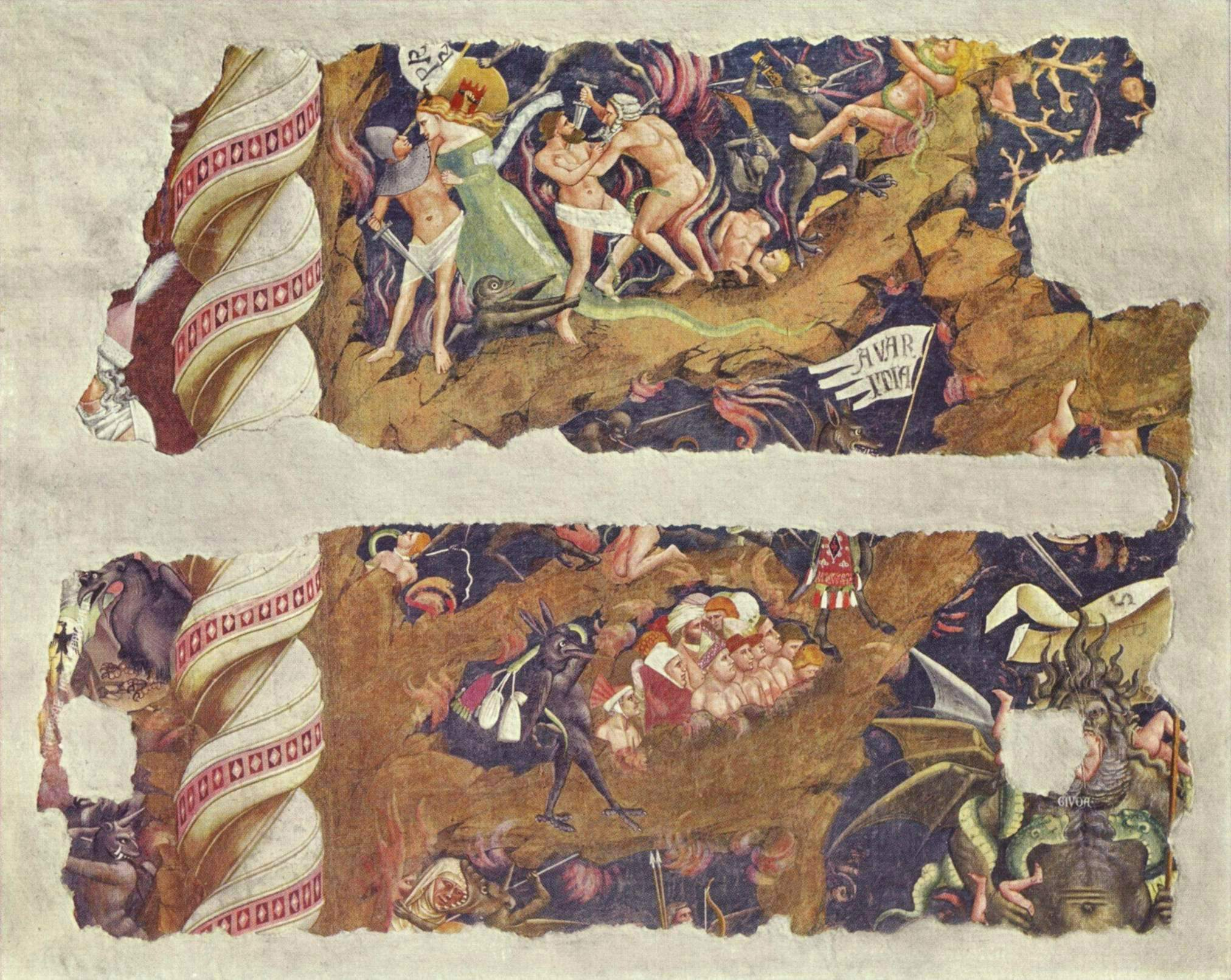
Triomf de la Mort (fragment) d'Andrea Orcagna, c. 1350, fresc a Santa Croce, Florència

Andrea di Cione di Arcangelo conegut com a Andrea Orcagna o simplement Orcagna (Florència, c. 1308-1368), va ser un pintor italià del gòtic, pertanyent a l'escola florentina; també va ser escultor, orfebre, artista de mosaics i arquitecte. Va ser alumne d'Andrea Pisano i de Giotto di Bondone, dos dels seus germans menors Jacopo di Cione i Nardo di Cione també van ser pintors, mentre que el seu germà Matteo va ser escultor.
Giorgio Vasari inclou la seua biografia (també com a poeta) a les seues Vides d'Artistes. Segons Vasari, Andrea Orcagna va destacar com la més forta personalitat artística de Florència a mitjan segle xiv.

## Algunes obres
- El políptic de Crist en la glòria entre àngels i sants (1354-1357) per a l'altar de la capella Strozzi de Santa Maria Novella Florència.
- El tabernacle d'Orsanmichele a Florència (acabat l'any 1359 que va ser considerat com «la més perfecta obra de la seua classe en el gòtic italià».[1]
- El fresc El triomf de la mort que va inspirar a Franz Liszt el seu Totentanz, una de les seues obres més cèlebres.

En col·laboració amb el seu germà Jacopo: 
- El tríptic de Pentecosta,
- El políptic de la Mare de Déu amb Infant entre quatre sants (Galeria de l'Acadèmia de Florència),
- La Mare de Déu amb Infant entre àngels (Col·lecció Kress, Washington),
- El políptic de Sant Mateu (Galleria degli Uffizi, Florència).

Amb el seu germà Matteo :
- El mosaic central de la façana de la catedral d'Orvieto (1358).

Se li va atribuir erròniament durant molt de temps la Loggia dei Lanzi, construïda pels seus alumnes Benci di Cione i Simone Talenti.